# Gurglbach
Der Gurglbach, im Unterlauf Pigerbach, ist ein linker Zufluss des Inns im Bezirk Imst in Tirol, Österreich.
Er entspringt im Pfötschegarten nordwestlich des Fernpasses auf einer Höhe von 1550 m ü. A. Er fließt anfangs nach Nordosten und anschließend Richtung Osten durch das Kälbertal. Danach wendet er sich Richtung Süden und durchfließt den Schanzlsee und den Fernsteinsee. Bei Nassereith erreicht er den Talboden des Gurgltals und fließt, auf weiten Strecken hart begradigt, durch das breite Tal Richtung Südwesten und mündet 4 km südlich von Imst im Gemeindegebiet von Karrösten in den Inn. Insgesamt erreicht er eine Länge von ca. 25 km.
Ab einem kleinen Stausee bei Tarrenz wird der Gurglbach meist Pigerbach oder Piger genannt.
Der Bach besitzt im Oberlauf Gewässergüteklasse I-II, im Unterlauf II. Er ist ein ruhiges fließendes Gewässer, was der Fauna und Flora in und um den Bach zugutekommt.